# Eríba-Adad I.
Eríba-Adad (dosl. „Adad rozmnožil/přidal“) byl asyrský král v období mezi 1392–1366 př. n. l.. Byl synem Aššur-bél-nišéši, který Asýrii vládl mezi roky 1419–1411 př. n. l. Je uváděn jako poslední král staroasyrského období; jeho syn Aššur-uballit I. je prvním vládcem středoasyrského období: Asýrie se vymanila zpod mitannské nadvlády.
Eríba-Adad byl pravděpodobně vazalem Mitanni. V té době se však Mitannská říše otřásala kvůli válce o následnictví mezi Tušrattou a jeho bratrem Artatamou II. (později i jeho synem Šuttarnou II.). V podstatě všichni se prohlašovali za churritské krále a mezitím se ucházeli o podporu ze strany svých asyrských vazalů. Díky tomu vznikla na mitannském královském dvoře silná proasyrská klika, čehož dokázal jak Eríba-Adad, tak i hlavně jeho syn Aššur-uballit I. dokonale využít ve prospěch asyrské říše.